# Frans Wouters
Frans Wouters (Lier, 1612 – Anversa, 1659) è stato un pittore fiammingo.

## Biografia
Nel 1634 Frans Wouters è stato allievo di Rubens. Dall'anno successivo fu ammesso come maestro nella Corporazione di San Luca. Fu successivamente nominato pittore dell'imperatore Ferdinando II, poi pittore e primo valletto di camera del Principe di Galles (il futuro Carlo II d'Inghilterra). Si stabilì poi nelle Fiandre, ove fu nominato direttore dell'Accademia Reale delle Belle Arti di Anversa.
Fu ucciso da un colpo di pistola sparato da uno sconosciuto.
Egli coltivava il genere storico e il paesaggio, riuscendo soprattutto nel secondo. Le sue ultime opere mostrano la crescente influenza di Van Dyck.

## Opere

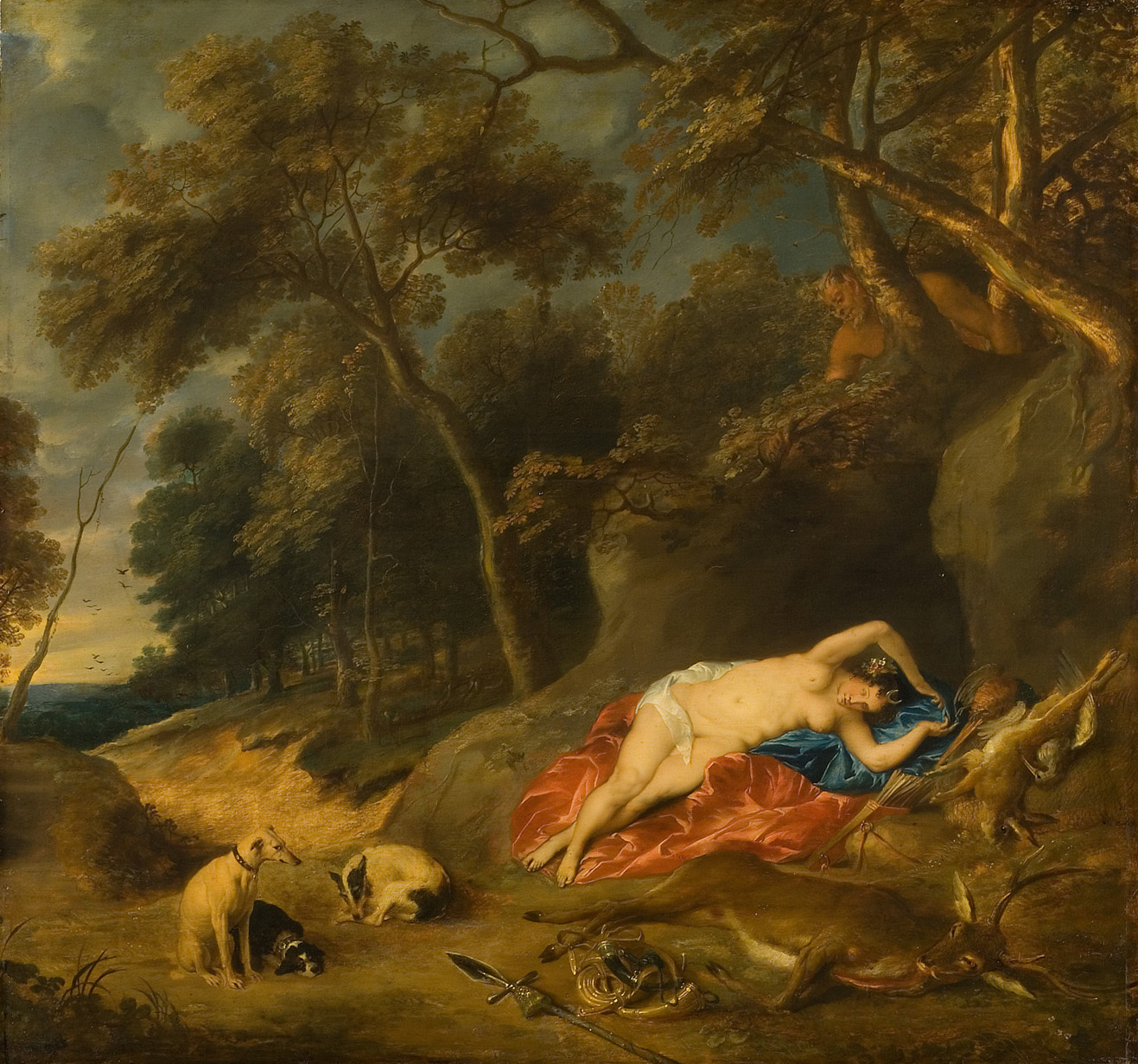
Diana, Kunsthistorisches Museum di Vienna.
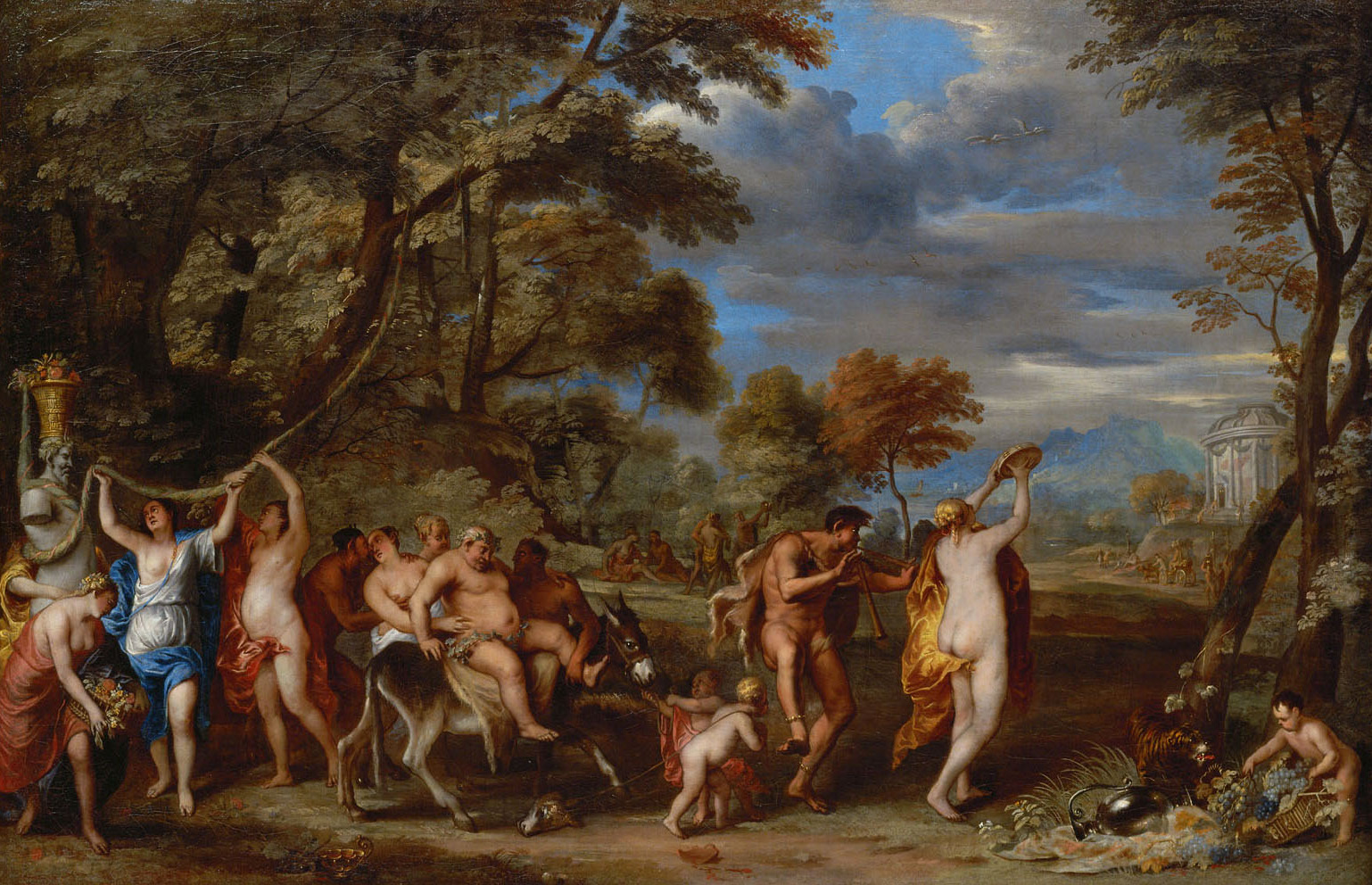
Baccanale, 86,5 × 131 cm, 1648, Kunsthistorisches Museum di Vienna.
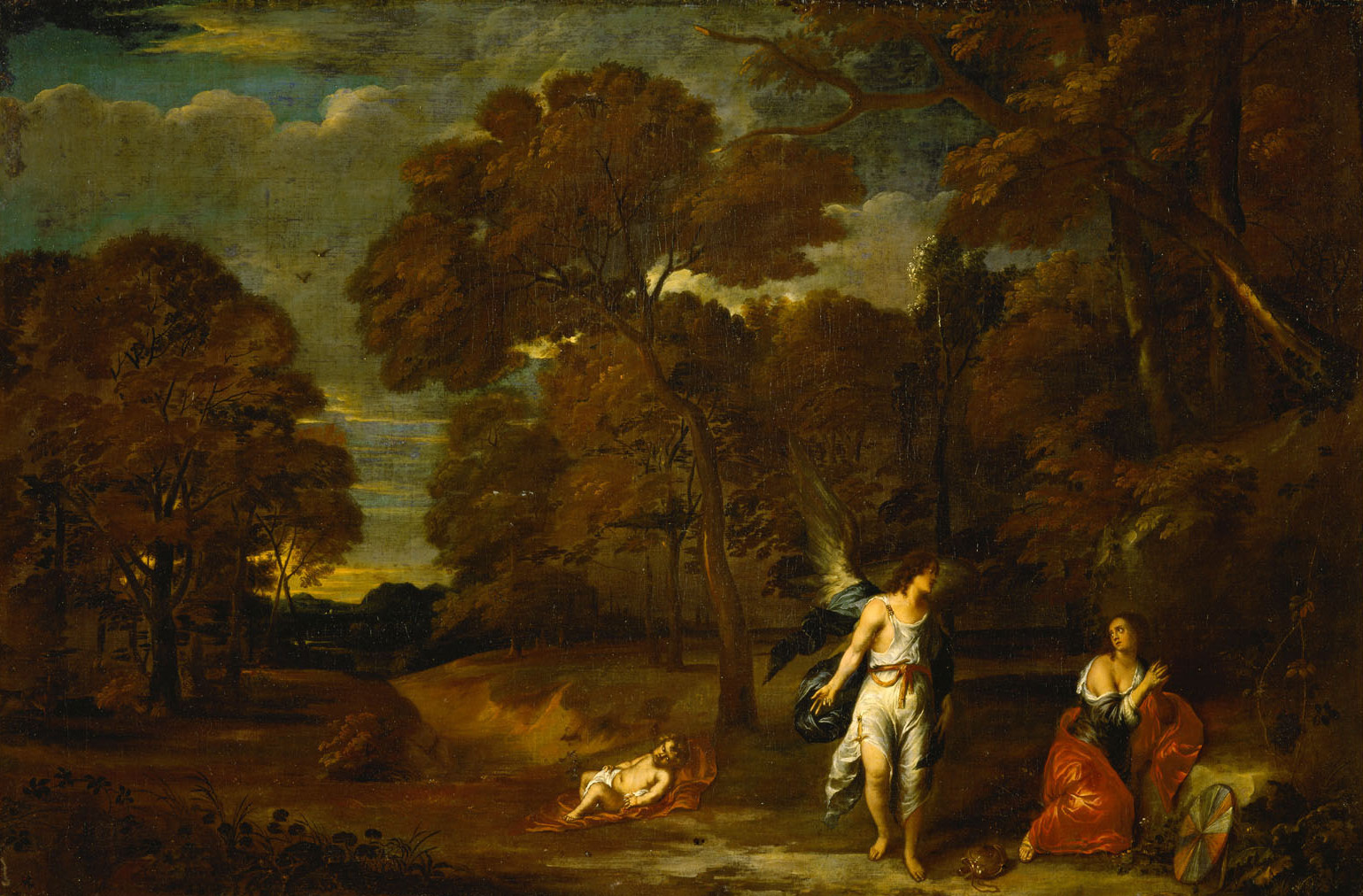
Paesaggio con Agar e un angelo, 93 × 139 cm, 1648, Kunsthistorisches Museum di Vienna.
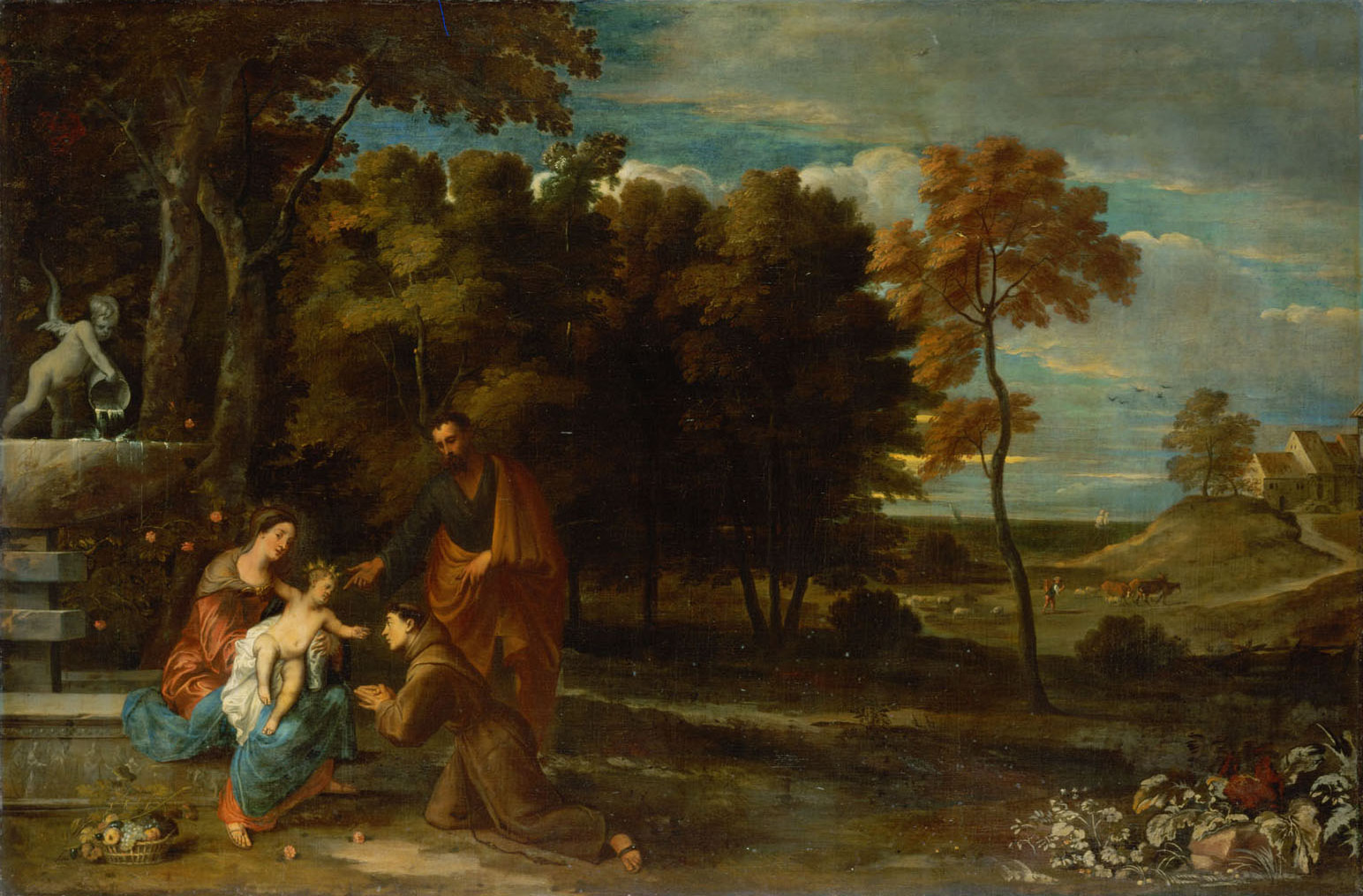
Paesaggio con la Sacra Famiglia e Sant'Antonio da Padova, 92,5 × 139,5 cm, 1648, Kunsthistorisches Museum di Vienna.
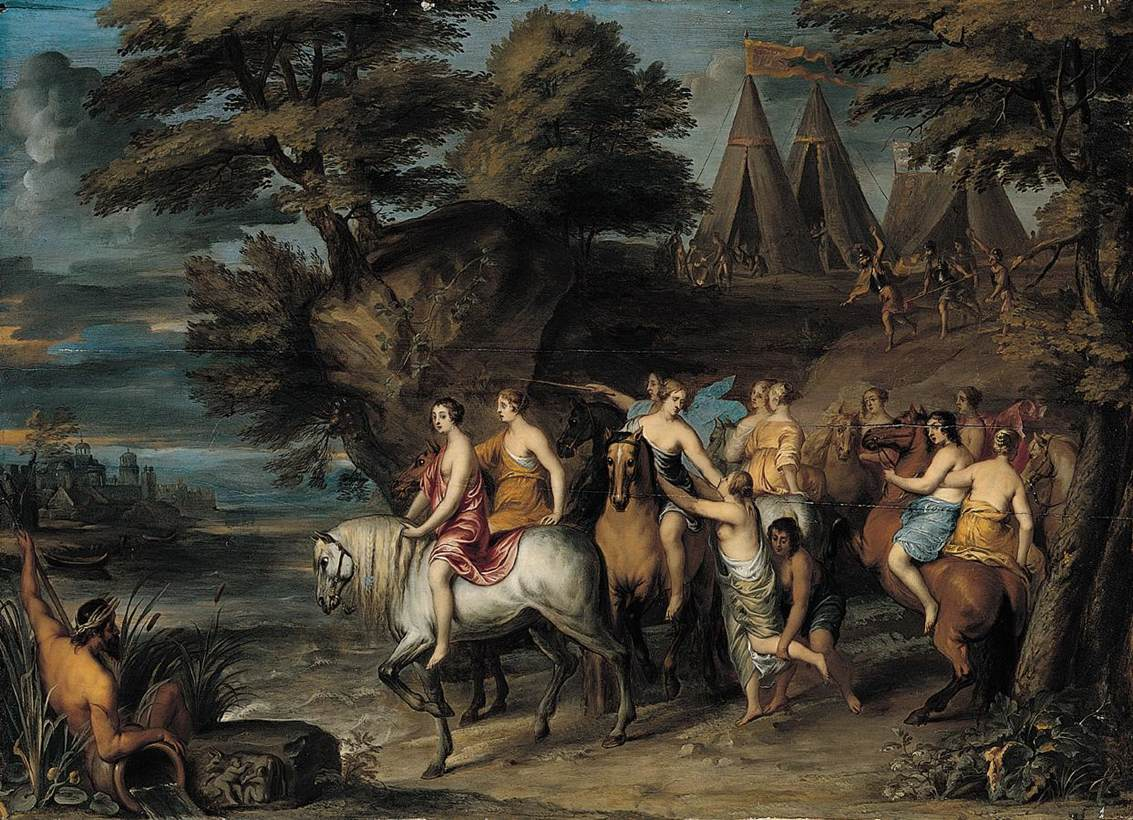
Clelia e le sue compagne che fuggono gli Etruschi, olio su tela 56 × 78 cm, verso il 1650.
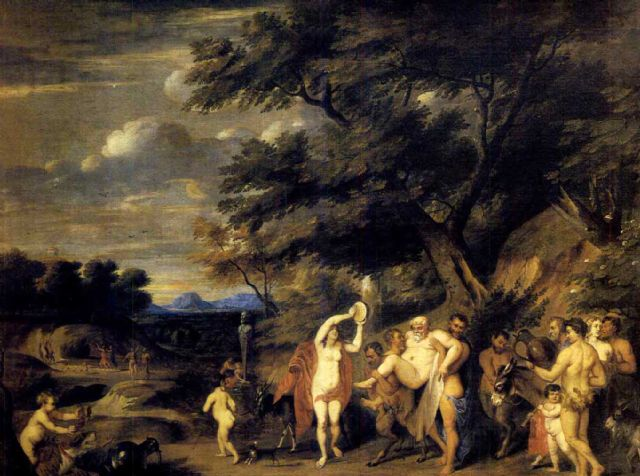
La marcia di Sileno, dipinto su tela 133 × 174 cm.
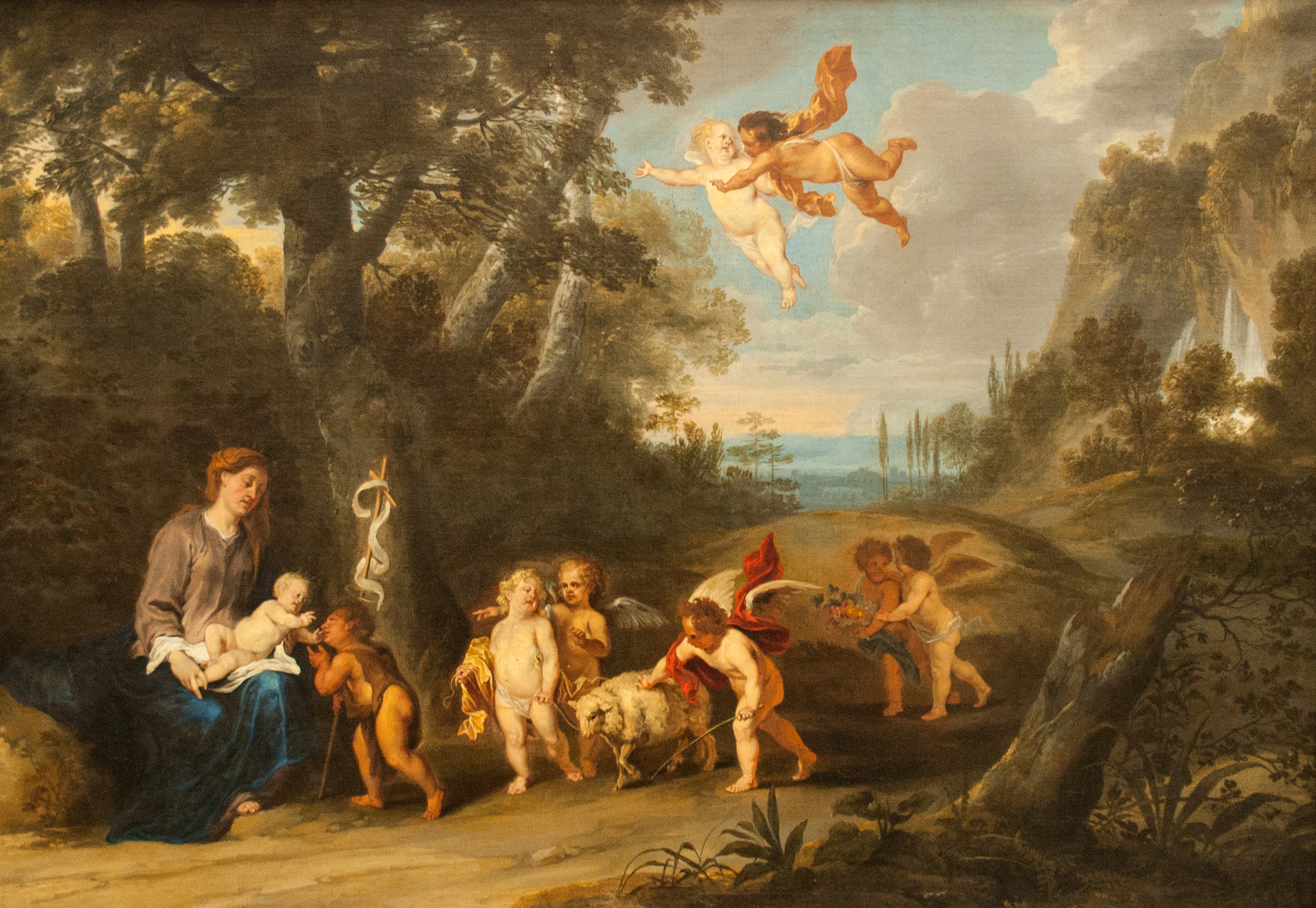
Offerta alla Vergine e al Bambino, olio su tela, Museo di belle arti di Gand.
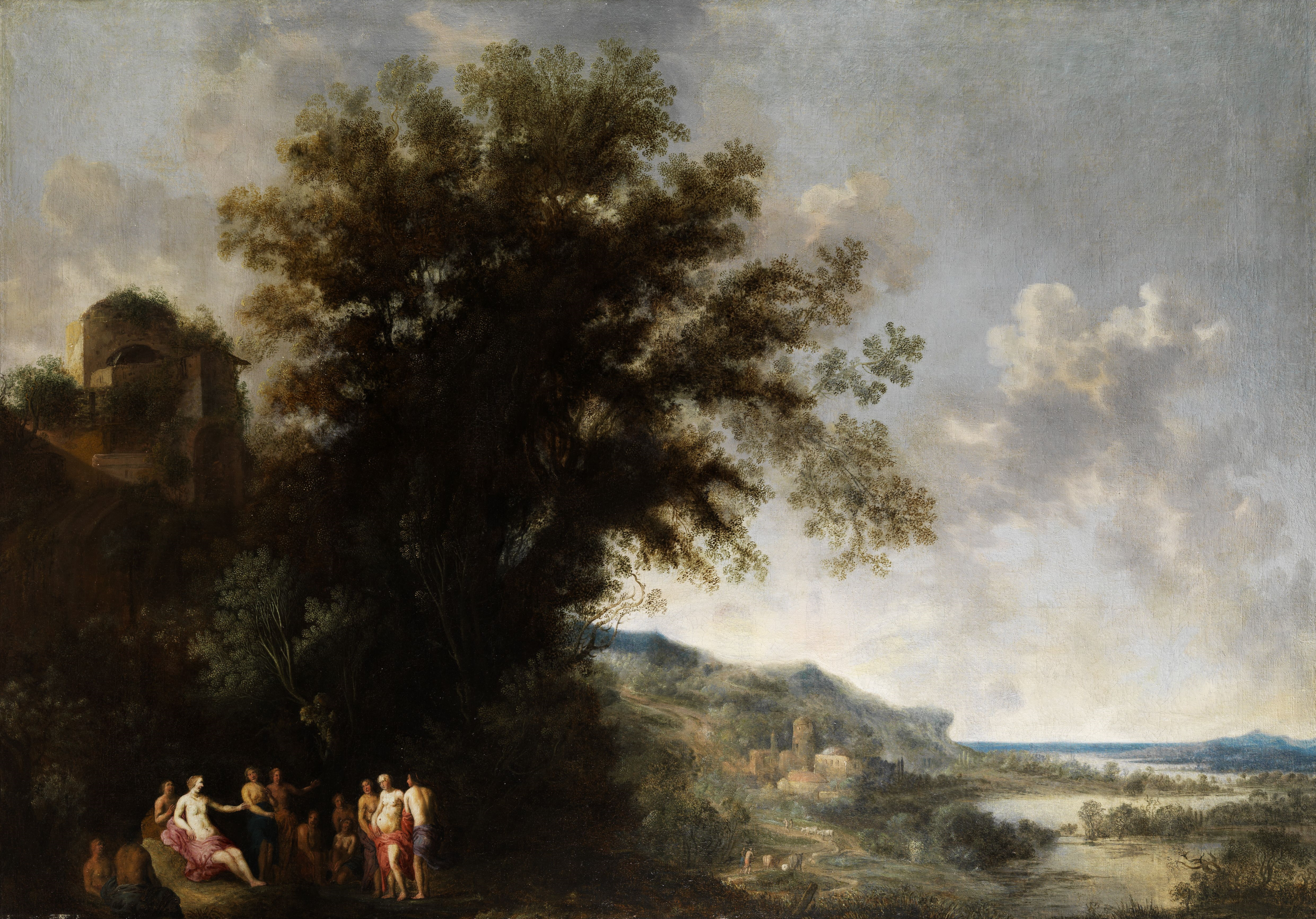
Paesaggio ideale con antichità, olio su tela 103 × 148,5 cm, 1659.